# Shaktoolik (rivière)
La rivière Shaktoolik est un cours d'eau d'Alaska, aux États-Unis situé dans la région de recensement de Nome.

## Description
Longue de 90 milles (145 km), elle coule en direction du sud-ouest vers la baie Shaktoolik, sur le flanc est de la baie Norton à 11 milles (18 km) est-sud-est de l'entrée de la baie Norton à 22 milles (35 km) au sud-ouest des montagnes Christmas, dans les collines Nulato.
Son nom eskimo R(eka) Shakhtolik a été référencé en 1852 le capitaine Tebenkov de la marine impériale russe.

## Sources
- (en) « Shaktoolik (rivière) », Geographic Names Information System